# Selaginella alutacea
Selaginella alutacea är en mosslummerväxtart som beskrevs av Antoine Frédéric Spring. Selaginella alutacea ingår i släktet mosslumrar, och familjen mosslummerväxter.

## Underarter
Arten delas in i följande underarter:
- S. a. curtisii
- S. a. pensile
- S. a. scabrida